# Uroleucon tortuosissimae
Uroleucon tortuosissimae är en insektsart. Uroleucon tortuosissimae ingår i släktet Uroleucon och familjen långrörsbladlöss. Inga underarter finns listade i Catalogue of Life.